# Marsens
Marsens és un municipi suís del cantó de Friburg, situat al districte de la Gruyère.